# Shooting Silvio
Shooting Silvio è un film del 2006 diretto da Berardo Carboni.
La pellicola, esordio alla regia per Berardo Carboni, è uscita nelle sale italiane nel 2007.

## Trama
Kurtz è un giovane ragazzo orfano facoltoso e irrequieto che non prova entusiasmo nel vivere. Dopo che il suo libro vende pochissime copie, Kurtz decide di organizzare una festa in cui invita tutti i suoi amici ad aiutarlo a scrivere un nuovo libro intitolato Shooting Silvio nel quale ognuno di loro dovrà indicare un motivo e un metodo per eliminare (fisicamente, politicamente, metafisicamente...) il presidente del consiglio, Silvio Berlusconi. Nessuno però dei suoi compagni intende aiutarlo e così Kurtz sprofonda in una disperazione profonda e senza fine.  Lasciato dalla fidanzata, circondato da persone che non lo capiscono, il ragazzo capisce che l'unico modo per realizzare Shooting Silvio è uccidere proprio lo stesso Silvio Berlusconi. 
Da quel momento impiegando tutte le sue forze architetta un piano per rapire e uccidere il premier.

## Produzione
Le riprese sono state effettuate tra novembre 2005 e gennaio 2006, impiegando poco più di un mese, ed è girato in MiniDV.
Il film è costato circa 140.000 euro. I compensi per la troupe, 250.000 euro.
Gran parte del film è in bianco e nero. Una delle poche scene in cui il colore è presente è quando Kurtz guarda Il grande dittatore di Charlie Chaplin.
Nella parte di se stessa c'è Arianna, la ragazza di Andrea de La stanza del figlio di Nanni Moretti. In Shooting Silvio, infatti, Arianna dice proprio di aver lavorato nel film di Moretti.
Nel film compaiono anche Marco Travaglio, che afferma che uccidere Berlusconi non sia un rimedio al berlusconismo, e Remo Remotti, che recita un pezzo della sua celebre poesia Mamma Roma.
Nella colonna sonora appare la canzone Dirindà di Stefano Lentini, interpretata da Roberto Angelini. La canzone che scorre sui titoli di coda è di Manuel Agnelli dal titolo Quello che non c'è, brano storico degli Afterhours.
Il dj della festa a casa di "Kurtz" è Erlend Øye, componente della band Kings of Convenience.

## Distribuzione
Il film è il primo distribuito da Cinedance di Isabella Arnaud. Non è uscito nello stesso momento in tutte le sale ma in modo scaglionato. Nelle città più grandi l'uscita era preceduta da feste promozionali, partecipando alle quali si otteneva il biglietto per andare a vedere il film. Gli eventi erano organizzati da Cinedance con il supporto di DNA Concerti.

## Controversie
Nell'aprile 2009 la trasmissione del film su SKY Cinema ha provocato le proteste di alcuni esponenti di centro-destra; la deputata del PDL Beatrice Lorenzin ha definito la messa in onda: "Un inno alla violenza e un incitamento implicito ad azioni efferate contro l'uomo e contro il Presidente del Consiglio Silvio Berlusconi".
Successivamente Sky decide di rinunciare a ulteriori messe in onda del film per motivi di opportunità. Il lungometraggio era infatti stato acquistato in virtù di un accordo poi non rinnovato con ANICA, che obbligava l'emittente di Murdoch a prendere tutti i film italiani che avessero raccolto nelle sale almeno 20 000 spettatori. L'emittente ha spiegato che in questi casi la decisione di mandare in onda repliche o meno dipende dal successo riscosso dal film alla prima messa in onda.